# Marco Antonio Colonna
Marco Antonio Colonna (Lanuvio, 25 de febrer de 1535 - Medinaceli, 1 d'agost de 1584) fou almirall, general i virrei de Sicília. Com a conseqüència de la guerra de Siena va ser nomenat comandant de la cavalleria espanyola i capità general de l'exèrcit. El 1570 és nomenat capità general de flota pontifícia del Papa Pius V i pocs mesos després és elegit per la Lliga Santa com a capità general de la flota dirigida per Joan d'Àustria per enfrontar-se contra els turcs otomans. Durant la batalla de Lepant (1571), va donar mostres de gran estrateg i valentia i va sortir victoriós. En tornar a Roma el nou Papa Gregori XIII el va ratificar al seu lloc de capità general i el va donar suport per tal que seguís la seva lluita contra els turcs i lluitar per Terra Santa. Aquesta intenció va ser un fracàs a causa del pacte que la República de Venècia va fer amb els otomans, després de la ruptura de la Lliga Santa. Colonna era senyor de Marino i en a la tornada de la Batalla de Lepant va ser rebut per la població amb gran alegria i ovacions, proclamant una festa on el vi abundava. Cada any es repeteix la mateixa festa en aquesta regió italiana anomenada "Sagra dell'uva". El 1577 va ser nomenat virrei de Sicília pel rei d'Espanya Felip II. Va ser rebut a la península a 1584, on va morir.